# Kabinett Hosokawa
Das Kabinett Hosokawa regierte Japan unter Führung von Premierminister Morihiro Hosokawa vom 9. August 1993 bis zum Rücktritt am 28. April 1994.
Durch Parteiaustritte hatte die Liberaldemokratische Partei (LDP) von Vorgänger Kiichi Miyazawa die absolute Mehrheit im Shūgiin, dem Unterhaus, verloren. Bei der aus dem erfolgreichen Misstrauensvotum gegen Miyazawa resultierenden Shūgiin-Wahl 1993 blieb die LDP weiter ohne Mehrheit. Die bisherigen Oppositionsparteien mit Ausnahme der Kommunistischen Partei Japans einigten sich auf eine Koalition und wählten einen Tag nach dem Rücktritt des alten Kabinetts am 5. August 1993 Hosokawa (gegen den neuen LDP-Vorsitzenden Yōhei Kōno) zum Premierminister.
Das Kabinett Hosokawa wurde am 9. August vorgestellt und vom Tennō formal ernannt. Es war das erste ohne LDP-Beteiligung seit der Gründung der Partei 1955. Ihm gehörten einschließlich des Premierministers 17 Abgeordnete des Shūgiin und zwei des Sangiin (Oberhaus) an. Zwei Minister waren nicht Abgeordnete. Die Neue Japan-Partei (Nihon Shintō) stellte nur den Premierminister. Die Sozialistische Partei Japans (Nihon Shakaitō, SPJ) stellte sechs Minister, die Erneuerungspartei (Shinseitō) fünf und die Kōmeitō vier. Die Demokratisch-Sozialistische Partei (Minshatō, DSP), die Neue Partei Sakigake (Shintō Sakigake) und der Sozialdemokratische Bund (Shakai Minshu Rengō) erhielten je ein Ressort. Der ebenfalls in die Koalition einbezogene „Demokratische Reformbund“ (Minshu Kaikaku Rengō) stellte einen parlamentarischen Staatssekretär. Stellvertretende Kabinettssekretäre waren Yukio Hatoyama (Neue Partei Sakigake) und Nobuo Ishihara; Leiter des Legislativbüros blieb Takao Ōde.
Wichtigstes Vorhaben war die Initiierung einer seit langem diskutierten Reform des Wahlrechts, durch die in einem Grabenwahlsystem auch ein Teil der Mandate im Shūgiin durch Verhältniswahl besetzt wird. Die erst 1989 eingeführte Mehrwertsteuer sollte zur Abdeckung gestiegener Sozialausgaben als kokumin-fukushi-zei (国民福祉税, „Volkssozialsteuer“) von drei auf sieben Prozent erhöht werden. Beide Vorhaben führten zu Streit in der Koalition (letztlich wurde die Mehrwertsteuer 1997 auf 5 Prozent erhöht).
Zu Fall brachte das Kabinett aber der Spendenskandal um Sagawa Kyūbin (Sagawa Express), der maßgeblich zum Machtverlust der LDP beigetragen hatte und schließlich auch Hosokawa erreichte. Am 8. April 1994 kündigte Hosokawa seinen Rücktritt an, nachdem öffentlich geworden war, dass er selbst einen zweifelhaften Kredit von Sagawa Kyūbin erhalten hatte. Das Kabinett blieb bis zur Wahl Tsutomu Hatas zum Nachfolger am 25. April und der Vorstellung des neuen Kabinetts am 28. April 1994 im Amt.

## Staatsminister
| Amt | Name                              | Bild               | Kammer  | Partei  |
| --- | --------------------------------- | ------------------ | ------- | ------- |
| Premierminister | Morihiro Hosokawa                 | Morihiro Hosokawa  | Shūgiin | JNP     |
| Justizminister | Akira Mikazuki                    |                    | —       | —       |
| Außenminister Stellvertretender Premierminister                                                                                    | Tsutomu Hata                      | Tsutomu Hata       | Shūgiin | JRP     |
| Finanzminister | Hirohisa Fujii                    | Hirohisa Fujii.jpg | Shūgiin | JRP     |
| Bildungsministerin | Ryōko Akamatsu                    | Ryōko Akamatsu     | —       | —       |
| Gesundheits- und Sozialminister | Keigo Ōuchi                       |                    | Shūgiin | DSP     |
| Minister für Landwirtschaft, Forsten und Fischerei                                                                                 | Eijirō Hata                       |                    | Shūgiin | JRP     |
| Minister für Internationalen Handel und Industrie                                                                                  | Hiroshi Kumagai                   |                    | Shūgiin | JRP     |
| Verkehrsminister | Shigeru Itō                       |                    | Shūgiin | SPJ     |
| Postminister | Takenori Kanzaki                  |                    | Shūgiin | Kōmeitō |
| Arbeitsminister | Chikara Sakaguchi                 | Chikara Sakaguchi  | Shūgiin | Kōmeitō |
| Bauminister | Kōzō Igarashi                     |                    | Shūgiin | SPJ     |
| Innenminister Vorsitzender der Nationalen Kommission für Öffentliche Sicherheit                                                    | Kanju Satō                        |                    | Shūgiin | SPJ     |
| Chefkabinettssekretär | Masayoshi Takemura                |                    | Shūgiin | NPS     |
| Leiter der Behörde für Management und Koordination                                                                                 | Kōshirō Ishida                    |                    | Shūgiin | Kōmeitō |
| Leiter der Behörde für die Entwicklung Hokkaidōs Leiter der Behörde für die Entwicklung Okinawas Leiter der Behörde für Staatsland | Kōsuke Uehara                     |                    | Shūgiin | SPJ     |
| Leiter der Verteidigungsbehörde | Keisuke Nakanishi (bis 8. Mai)    |                    | Shūgiin | JRP     |
| Leiter der Verteidigungsbehörde | Kazuo Aichi (ab 2. Dezember 1993) |                    | Shūgiin | JRP     |
| Leiterin des Wirtschaftsplanungsamts                                                                                               | Manae Kubota                      |                    | Sangiin | SPJ     |
| Leiter der Behörde für Wissenschaft und Technologie                                                                                | Satsuki Eda                       | Satsuki Eda        | Shūgiin | SDF     |
| Leiterin der Umweltbehörde | Wakako Hironaka                   |                    | Sangiin | Kōmeitō |
| Staatsminister für politische Reform                                                                                               | Sadao Yamahana                    |                    | Shūgiin | Kōmeitō |

## Rücktritte
- Verteidigungsminister Nakanishi trat am 2. Dezember 1993 zurück, nachdem er das von der Verfassung vorgegebene Verbot (nach damaliger Interpretation) der Teilnahme Japans an friedenserhaltenden UN-Missionen in Frage gestellt hatte.[2]
- Premierminister Hosokawa kündigte seinen Rücktritt am 8. April 1994 an, nachdem seine Verwicklung in den Sagawa-Kyūbin-Skandal öffentlich geworden war.[3]